# Placówka Straży Celnej „Kamińsko”

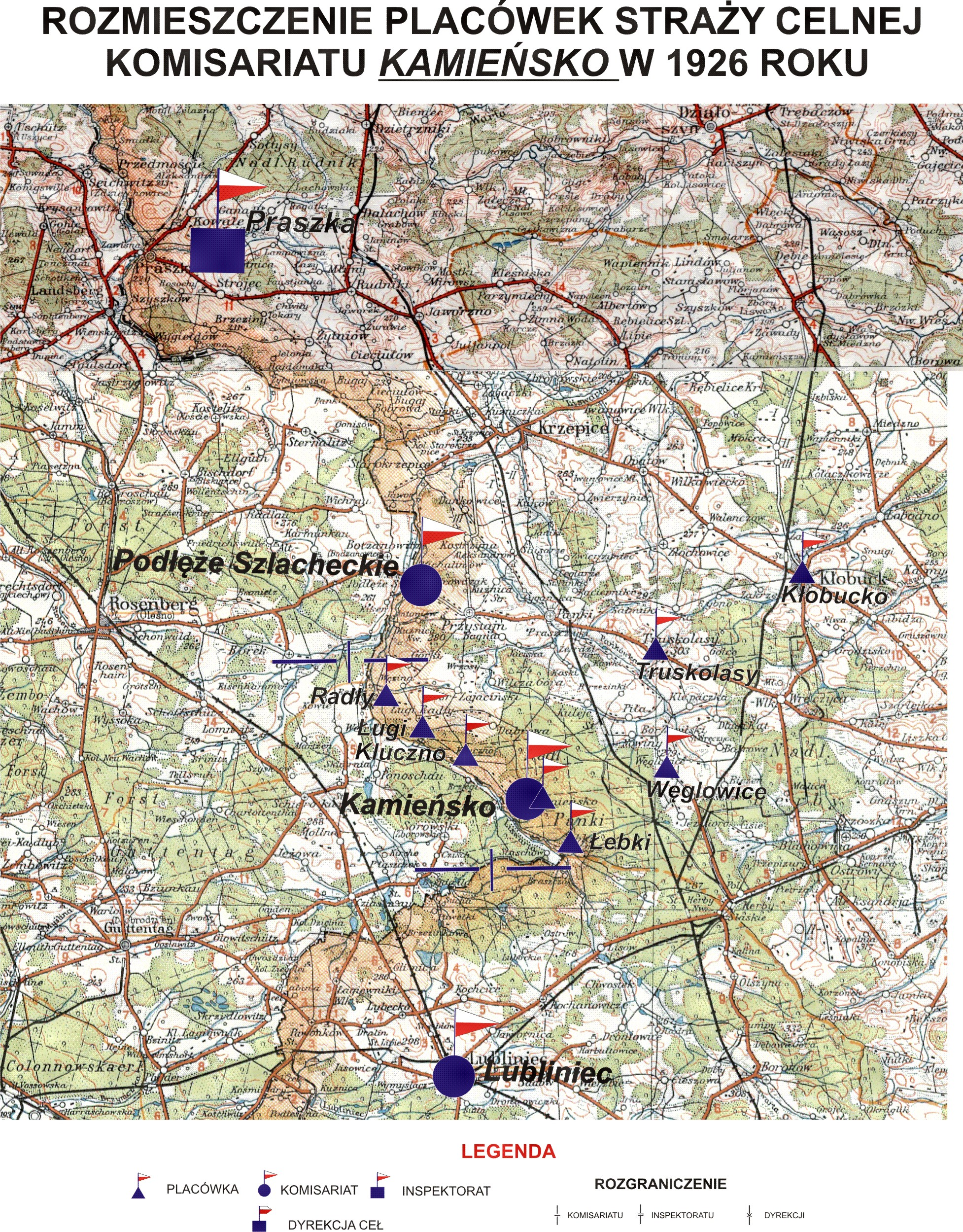
Rozmieszczenie placówek komisariatu SC „Kamińsko”

Placówka Straży Celnej „Kamińsko” – jednostka organizacyjna Straży Celnej pełniąca w okresie międzywojennym służbę ochronną na granicy polsko-niemieckiej.

## Formowanie i zmiany organizacyjne
Na wniosek Ministerstwa Skarbu, uchwałą z 10 marca 1920 roku, powołano do życia Straż Celną. Od połowy 1921 roku jednostki Straży Celnej rozpoczęły przejmowanie odcinków granicy od pododdziałów Batalionów Celnych. W 1921 roku w Podłężu Królewskim stacjonował sztab 3 kompanii 5 batalionu celnego. 3 kompania celna jedną ze swoich placówek wystawiła w Kamińsku. Proces tworzenia Straży Celnej trwał do końca 1922 roku. Placówka Straży Celnej „Kamińsko” weszła w podporządkowanie komisariatu Straży Celnej „Kamińsko” z Inspektoratu SC „Praszka”.
W drugiej połowie 1927 roku przystąpiono do gruntownej reorganizacji Straży Celnej. W praktyce skutkowało to rozwiązaniem tej formacji granicznej. Ochronę północnej, zachodniej i południowej granicy państwa przejęła powołana z dniem 2 kwietnia 1928 roku  Straż Graniczna.
Rozkazem nr 4 z 30 kwietnia 1928 roku w sprawie organizacji Śląskiego Inspektoratu Okręgowego dowódca Straży Granicznej gen. bryg. Stefan Pasławski określił strukturę organizacyjną komisariatu SG „Herby”. Placówka Straży Granicznej I linii „Kamińsko” znalazła się w jego strukturze.

## Funkcjonariusze placówki
Kierownicy placówki
| stopień          | imię i nazwisko, numer | okres pełnienia służby | kolejne stanowisko |
| ---------------- | ---------------------- | ---------------------- | ------------------ |
| starszy strażnik | Stanisław Bulek (625)  | był w 1926             |                    |

Obsada personalna placówki w 1926:

- starszy strażnik Stanisław Bulek (625)
- strażnik Stanisław Herkiel (833)
- strażnik Bolesław Jarzęcki (692)
- strażnik Antoni Kupś (882)
- strażnik Franciszek Kowal (737)
- strażnik Jan Kędziora (738)
- strażnik Jan Łączniak (742)
- strażnik Józef Maciola (804)
- strażnik Stanisław Marzec (704)
- strażnik Franciszek Orszulak (892)
- strażnik Piotr Prokopiński (1133)
- strażnik Władysław Pająk (1135)
- strażnik Leon Świtalski (713)
- strażnik Józef Walczak (684)